# Stephen Clarke
Stephen Clarke (St Albans, 15 oktober 1958) is een in Parijs wonend Brits schrijver. Zijn tot nog toe verschenen werken, fictie zowel als non-fictie, betreffen voornamelijk de soms gespannen verhoudingen en het wederzijds onbegrip, of wantrouwen, tussen Frans- en Engelssprekenden op cultureel, sociaal en historisch gebied, maar benaderd op luchtige en humoristische wijze.
Clarke groeide op in het Zuid-Engelse Bournemouth en studeerde Frans en Duits aan de Universiteit van Oxford. Hij schreef sketches voor BBC Radio 4 en scenario's voor de Amerikaanse striptekenaar Gilbert Shelton. Hij werkte in Glasgow als lexicograaf voor HarperCollins en trok vervolgens naar Parijs als journalist voor een Engelstalig tijdschrift.

## Fictie
Na enkele eerdere en vergeefse pogingen tot het uitgeven van zijn verhalen begon hij in Parijs zijn eerste komische roman zelfstandig te drukken en uit te geven ten behoeve van vrienden en in Parijs verblijvende expats. Het verhaal viel in handen van een medewerker van een uitgeverij die er wel brood in zag, waarna Clarkes schrijverscarrière in een stroomversnelling kwam.
Dit eerste boek betrof A Year in the Merde uit 2004, gepubliceerd in 2005 en inmiddels in meer dan 20 talen vertaald. De Nederlandse vertaling is verschenen onder de titel Lente in Parijs. De roman introduceert de hoofdpersoon Paul West, een Engelsman die voor zijn Franse baas een keten van Engelse tearooms moet opzetten en zich moet zien te redden in de Parijse vergadercultuur, het alledaagse leven, en de liefde.
Na het succes van dit eerste boek verschenen enkele vervolgdelen met Paul West in de hoofdrol:
- Merde Actually (2005), waarin de hoofdpersoon onder meer een eigen tearoom begint in Parijs;
- Merde Happens (2007), waarin Paul West met vrienden door de Verenigde Staten reist;
- Dial M for Merde (2008), dat zich afspeelt tijdens een vakantie in Zuid-Frankrijk.

In 2011 verscheen de roman A Brief History of the Future.

## Non-fictie
Naast de serie romans heeft Clarke een aantal non-fictiewerken op zijn naam. Ook hierin behandelt hij op komische wijze zaken met betrekking tot Frankrijk, het volk, de gebruiken, de taal en de geschiedenis, gezien door de ogen van een geboren Brit:
- Talk to the Snail (2006), een overlevingsgids met tips voor de omgang met Fransen in diverse situaties
- 1000 Years of Annoying the French (2010), een geschiedenis van 10 eeuwen Anglo-Franse strijd, jaloezie, onbegrip, misverstanden en uitglijders, van Willem de Veroveraar tot de Kanaaltunnel
- Paris Revealed, The Secret Life of a City (2011), een 'gids' voor de ontdekking van Parijs.

- Bibliothèque nationale de France: cb14543852k (data)
- Gemeinsame Normdatei: 130615161
- International Standard Name Identifier: 0000 0001 2142 2403
- Library of Congress Control Number: n2005003550
- Nationale Bibliotheek van Letland: 000187858
- Bibliotheek van het Japanse parlement: 01031712
- Nationale Bibliotheek van Tsjechië: xx0065900
- Nederlandse Thesaurus van Auteursnamen: 270347348
- Istituto Centrale per il Catalogo Unico: MODV342675
- Système universitaire de documentation: 079202047
- Virtual International Authority File: 85729794
- WorldCat: E39PBJmXK4jVHjrBjDD3W3yKh3